# Kensuke Sasaki
Pour les articles homonymes, voir Sasaki.
Kensuke Sasaki (佐々木健介, Sasaki Kensuke), né le 4 août 1966 à Fukuoka, est un catcheur (lutteur professionnel) et un promoteur de catch japonais.
Il commence sa carrière après s'être entrainé auprès de Riki Chōshū et commence sa carrière à la Japan Pro Wrestling qui est alors une fédération lié à la All Japan Pro Wrestling (AJPW). Quand la Japan Pro Wrestling ferme ses portes en 1987, il rejoint la New Japan Pro Wrestling. Il y remporte le championnat par équipes International Wrestling Grand Prix (IWGP) à sept reprises (deux fois avec Hiroshi Hase, deux fois avec Road Warrior Hawk, une fois avec Riki Chōshū, Kazuo Yamazaki et Shiro Koshinaka). En 1997, la New Japan le met en avant en faisant de lui le vainqueur du tournoi G1 Climax en 1997 puis en 2000 puis son champion poids lourd IWGP à cinq reprises.
Il retourne à la All Japan Pro Wrestling (AJPW) en 2003. Il y remporte le titre de champion poids lourd Triple Crown ainsi que le championnat par équipes All Asia avec Katsuhiko Nakajima. Pendant qu'il travaille dans cette fédération, il fonde sa propre fédération qu'il nomme Kensuke Office.
Il part à la Pro Wrestling NOAH en 2008 et y devient champion poids lourd Global Honor Crowned (GHC) et champion par équipes GHC avec Takeshi Morishima.
Il quitte la Pro Wrestling NOAH en 2013 avant d'arrêter sa carrière en 2015. En dehors du catch, il est le mari de la catcheuse Akira Hokuto.

## Jeunesse
Sasaki fait de l'haltérophilie au lycée et l'obtention de son diplôme de fin d'étude il s'entraine pour devenir catcheur.

## Carrière

### Japan Pro Wrestling et All Japan Pro Wrestling (1986-1987)
Sasaki s'entraine pour devenir catcheur auprès de Riki Chōshū et commence sa carrière à la Japan Pro Wrestling, la fédération de Chōshū. Il lutte aussi à la All Japan Pro Wrestling jusqu'à la fin du partenariat avec la Japan Pro Wrestling en 1987.

### New Japan Pro Wrestling et World Championship Wrestling (1988-2001)
Sasaki suit Riki Chōshū et s'engage avec la New Japan Pro Wrestling après la fermeture de la Japan Pro Wrestling. En 1989, il part en tournée au Canada où il lutte à la Stampede Wrestling. Il y fait équipe avec Sumo Hara avec qui il remporte le 18 août le championnat par équipes international de la Stampede. Leur règne prend fin le 29 septembre.
Il retourne au Japon, il devient l'équipier de Hiroshi Hase avec qui il remporte le championnat par équipes International Wrestling Grand Prix (IWGP) le 1er novembre 1990 après leur victoire face à Keiji Mutō et Masahiro Chōno.

### Japon (2003-2009)
Au début de l'année 2003, Sasaki rejoint son mentor, Riki Chōshū, dans sa nouvelle promotion la World Japan. Quand la compagnie fait faillite, Sasaki retourne à la New Japan en 2004, jouant le rôle du traître. Kensuke Sasaki remporte son second titre de champion poids-lourd de l'IWGP sur Genichiro Tenryu alors qu'il catchait avec 39 °C (102,2 °F) de fièvre.
En septembre 2007, il fait équipe avec Joe Laurinaitis (Animal) à l'All Japan Pro Wrestling pour former les Hell Warriors, sous les noms de Power Warrior et Animal Warrior, en référence à l'équipe que Sasaki et Hawk Warrior formaient dans les années 1990. Pour leur premier match ensemble, ils battent l'équipe composée des japonais "brother" YASSHI (Yasushi Tsujimoto) et Shuji Kondo.
Le 11 mai 2008, ils catchent lors de la représentation Dragon-Mania de la fédération Toryumon au Mexique. Ils battent Damian El Terrible et Damian 666 pour remporter les titres de champions du monde par équiope de l'UWA.

### Pro Wrestling NOAH
Il fait ses débuts lors de Destiny 2005 où il perd contre Kenta Kobashi.
Lors de Final Burning In Budokan, Jun Akiyama, Keiji Muto, Kenta Kobashi et lui battent Go Shiozaki, KENTA, Maybach Taniguchi et Yoshinobu Kanemaru.

## Kensuke Office
Il a créé sa propre société, Kensuke Office. L'agence est contrôlé par sa femme (la catcheuse Joshi), Nobuo Kayaki, et représente Sasaki, Katsuhiko Nakajima, Kento Miyahara, Takashi Yoshioka et Takashi Okita. En 2005, Kensuke Sasaki remporte le Champion's Carnival, et perd contre Kenta Kobashi au Noah Destiny 2005 show le 18 juillet. En 2007, Kensuke Office organise son propre show, et de grands catcheurs viennent y participer comme Minoru Suzuki, Jun Akiyama, Genichiro Tenryu, Yoshihiro Takayama, Kikutaro, Takeshi Morishima, KENTA et Catman.
Le 26 août 2007, Sasaki bat Minoru Suzuki pour devenir AJPW Triple Crown Champion. Sasaki défend son titre face à Toshiaki Kawada le 18 octobre 2007, et fait équipe avec Kawada après la blessure de Nakajima. Sasaki perd la Triple Crown Championship face à Suwama le 29 avril 2008. Après avoir perdu son titre il part à la Pro Wrestling Noah. Le 6 septembre 2008, il bat Takeshi Morishima pour le GHC Heavyweight, et devient le seul catcheur à avoir remporté les 3 titres majeurs du Japon.

## Carrière en arts martiaux mixte
Au début des années 2000, Sasaki s'essaie aux arts martiaux mixtes où il remporte son premier combat le 19 août 2001 par soumission face à Dan Chase après une clé de bras. Il obtient une seconde et dernière victoire dans ce sport le 6 septembre 2003 face à Christian Wellisch (en) toujours par soumission après un étranglement en guillotine.

## Palmarès

### En arts martiaux mixtes
| 2 combats      | 2 victoires | 0 défaites |
| Par KO         | 0           | 0          |
| Par soumission | 2           | 0          |
| Sur décision   | 0           | 0          |

| Résultat | Record | Adversaire              | Méthode                                 | Événement                    | Date             | Round | Temps | Lieu                         | Notes |
| -------- | ------ | ----------------------- | --------------------------------------- | ---------------------------- | ---------------- | ----- | ----- | ---------------------------- | ----- |
| Victoire | 2-0    | Christian Wellisch (en) | Soumission (Étranglement en guillotine) | X - 1                        | 6 septembre 2003 | 1     | 2:35  | Yokohama, Japon              |       |
| Victoire | 1-0    | Dan Chase               | Soumission (clé de bras)                | GC 5 - Rumble in the Rockies | 19 août 2001     | 1     | 0:35  | Denver, Colorado, États-Unis |       |

### En catch
- All Japan Pro Wrestling (AJPW)
  - AJPW All Asia Tag Team Championship (1 fois) avec Katsuhiko Nakajima
  - AJPW Triple Crown Heavyweight Championship (1 fois)
  - Champion's Carnival (2005)

- Fighting World of Japan Pro Wrestling (en)
  - World Magma the Greatest Championship (1 fois)

- Hawai'i Championship Wrestling
  - HCW Kamehameha Heritage Championship (1 fois)
  - HCW Kekaulike Heritage Tag Team Championship (2 fois) avec Kenjiro Katahira

- Michinoku Pro Wrestling
  - Tohoku Tag Team Championship (1 fois) avec Katsuhiko Nakajima

- New Japan Pro Wrestling
  - IWGP Heavyweight Championship (5 fois)
  - IWGP Tag Team Championship (7 fois) avec Hiroshi Hase (2), Hawk Warrior (2), Riki Chōshū (1), Kazuo Yamazaki (1) et Shiro Koshinaka (1) [8]
  - G1 Climax (1997 et 2000)

- Pro Wrestling Noah
  - GHC Heavyweight Championship (1 fois)
  - GHC Tag Team Championship (1 fois) avec Takeshi Morishima

- Stampede Wrestling
  - 1 fois champion par équipes international de la Stampede avec Sumo Hara[3]

- Toryumon Mexico
  - 1 fois UWA World Tag Team Champions en 2008[6]

- World Championship Wrestling
  - WCW United States Heavyweight Championship (1 fois)

- World Wrestling Council
  - WWC Caribbean Tag Team Championship (2 fois) avec Mr. Pogo

## Récompenses des magazines
Pro Wrestling Illustrated
| Année | 1993 | 1994 | 1995 | 1996 | 1997 | 1998 | 1999 | 2000 | 2001 | 2002       |
| ----- | ---- | ---- | ---- | ---- | ---- | ---- | ---- | ---- | ---- | ---------- |
| Rang  | 50   | 59   | 44   | 70   | 36   | 23   | 96   | 10   | 41   | 81         |
| Année | 2003 | 2004 | 2005 | 2006 | 2007 | 2008 | 2009 | 2010 | 2011 | 2012       |
| Rang  | 191  | 72   | 27   | 25   | 57   | 30   | 54   | 140  | 179  | Non classé |
| Année | 2013 |      |      |      |      |      |      |      |      |            |
| Rang  | 207  |      |      |      |      |      |      |      |      |            |

- Tokyo Sports
  - Most Valuable Player de l'année 2004[10]
  - Prix de la performance 2008[10]
  - Prix spécial de l'année 2014 pour l'ensemble de sa carrière[11]

- Wrestling Observer Newsletter
  - Match de l'année (1991)[12]